# Lac (Provinz)
Lac (französisch: See) ist eine Provinz des Tschad und entspricht der vormaligen Präfektur gleichen Namens. Ihre Hauptstadt ist Bol. Die Provinz hat etwa 433.790 Einwohner.

## Geographie
Lac hat eine Fläche von 22.320 km², wovon der Tschadsee einen wesentlichen Teil ausmacht. Nach letzterem ist sie mit dem französischen Wort für „See“ benannt. Die Provinz liegt im Westen des Landes, an der Grenze zu Kamerun, Nigeria und dem Niger.

### Untergliederung
Lac ist in zwei Départements eingeteilt:
| Département | Hauptort | Unterpräfekturen                       |
| ----------- | -------- | -------------------------------------- |
| Mamdi       | Bol      | Bagassola, Bol, Daboua, Kangalam, Liwa |
| Wayi        | Ngouri   | Doum Doum, Kouloudia, Ngouri           |

## Bevölkerung
Die wichtigste Ethnie in der Lac-Provinz sind die Kanembu, die etwa zwei Drittel der Bevölkerung ausmachen. Auf Inseln im Tschadsee leben die Buduma.